# L'Enfant, la Taupe, le Renard et le Cheval
Pour plus de détails, voir Fiche technique et Distribution.
L'Enfant, la Taupe, le Renard et le Cheval (The Boy, the Mole, the Fox and the Horse) est un court-métrage d'animation américain, réalisé par Peter Baynton, sorti en 2022. Il s'agit d'une adaptation tirée du livre éponyme.
Le film obtient l'Oscar 2023 du meilleur court-métrage d'animation.

## Synopsis
Un garçon, une taupe, un renard et un cheval se lient d'amitié et voyagent ensemble, à la recherche d'un foyer pour le garçon.

## Fiche technique
- Titre : L'Enfant, la Taupe, le Renard et le Cheval
- Titre original : The Boy, the Mole, the Fox and the Horse
- Réalisation : Peter Baynton
- Scénario : Jon Croker, d'après l'œuvre de Charlie Mackesy
- Production : Cara Speller, Matthew Freud, J. J. Abrams
- Production déléguée : Woody Harrelson, Jony Ive
- Musique : Isobel Waller-Bridge
- Sociétés de production : Apple Studios, Bad Robot
- Sociétés de distribution : Apple TV+
- Pays d'origine : États-Unis
- Langue : anglais
- Genre : aventure, animation
- Dates de sortie : Monde : 25 décembre 2022 (Apple TV+)

## Distribution

### Voix originales
- Jude Coward Nicoll : le garçon
- Tom Hollander : la taupe
- Idris Elba : le renard
- Gabriel Byrne : le cheval

### Voix françaises
- Bianca Tomassian : l'enfant
- Arnaud Arbessier : la taupe
- Frantz Confiac : le renard
- Gabriel Le Doze : le cheval